# 櫻井陽子
櫻井 陽子（さくらい ようこ、1957年 - ）は、国文学者、駒澤大学教授。静岡県生まれ。

## 来歴
1979年お茶の水女子大学文教育学部国文科卒業。1992年同大学院博士課程人間文化研究科単位取得退学。1992年富士フェニックス短期大学日本語日本文学科専任講師、1996年熊本大学教育学部助教授、1999年「平家物語の形成と受容」でお茶の水女子大学大学院から論文博士（人文科学）。2002年駒澤大学文学部教授。専攻は日本中世文学、専門は軍記物語。

## 著書
- 『平家物語の形成と受容』汲古書院、2001
- 『90分でわかる平家物語』小学館101新書、2011
- 『清盛と平家物語』朝日出版社、2011
- 『『平家物語』本文考』汲古書院、2013

### 共編
- 『平家物語図典』五味文彦と責任編集 小学館、2005
- 『平家物語大事典』大津雄一、日下力、佐伯真一共編 東京書籍、2010

### 校訂
- 『校訂延慶本平家物語』4、6（単独編）、8（小番達共編） 汲古書院、2002‐06

## 参考
- ISBN　978-4-7629-3610-4